# Myrmecophilus cottami
Myrmecophilus cottami är en insektsart som beskrevs av Lucien Chopard 1922. Myrmecophilus cottami ingår i släktet Myrmecophilus och familjen Myrmecophilidae. Inga underarter finns listade i Catalogue of Life.